# Campionati mondiali di duathlon
La World Triathlon ha organizzato dal 1990 al 2021, 31 edizioni dei Campionati mondiali di duathlon (Duathlon World Championships). Si disputano con cadenza annuale.
La competizione si snoda in tre prove, senza soluzione di continuità, in questa sequenza: una frazione podistica di 10 km, una frazione ciclistica di 40 km ed infine un'altra frazione podistica da 5 km. Prima del 1994 le distanze erano varie.

## Albo d'oro

### Uomini
| Edizione | Anno | Oro                   | Argento                   | Bronzo                           |
| -------- | ---- | --------------------- | ------------------------- | -------------------------------- |
| I        | 1990 | Kenny Souza           | George Pierce             | Benjamin Parades                 |
| II       | 1991 | Matt Brick            | Jeff Devlin               | Shane Cleveland                  |
| III      | 1992 | Matt Brick (2)        | Benjamin Parades          | Mark Koks                        |
| IV       | 1993 | Greg Welch            | Urs Dellsperger           | Spencer Smith                    |
| V        | 1994 | Normann Stadler       | Urs Dellsperger           | Andrew Noble                     |
| VI       | 1995 | Oscar Galindez        | Urs Dellsperger           | Normann Stadler                  |
| VII      | 1996 | Andrew Noble          | Štepán Chroustovský       | Tim Bentley                      |
| VIII     | 1997 | Jonathan Hall         | Yann Millon               | Nicolas Lebrun                   |
| IX       | 1998 | Yann Millon           | Nicolas Lebrun            | Andrew Noble                     |
| X        | 1999 | Yann Millon (2)       | Jurgen Dereere            | Raul Llamazares                  |
| XI       | 2000 | Benny Vansteelant     | Yann Millon               | Huub Maas                        |
| XII      | 2001 | Benny Vansteelant (2) | Marcel Maros              | Luca Barzaghi                    |
| XIII     | 2002 | Tim Don               | Greg Bennett              | Luca Barzaghi                    |
| XIV      | 2003 | Benny Vansteelant (3) | Jonathan Hall             | Alessandro Alessandri            |
| XV       | 2004 | Benny Vansteelant (4) | Lino Barruncho            | Nicolas Lebrun                   |
| XVI      | 2005 | Paul Amey             | Tim Don                   | Javier García                    |
| XVII     | 2006 | Leon Griffin          | Jurgen Dereere            | Rob Woestenborghs                |
| XVIII    | 2007 | Paul Amey (2)         | Jurgen Dereere            | Sergio Silva                     |
| XIX      | 2008 | Paul Amey (3)         | Jurgen Dereere            | Sergio Silva                     |
| XX       | 2009 | Jarrod Shoemaker      | Damien Derobert           | Jurgen Dereere                   |
| XXI      | 2010 | Bart Aernouts         | Rob Woestenborghs         | Joerie Vansteelant               |
| XXII     | 2011 | Sergio Silva          | Roger Roca Dalmau         | Victor Manuel Del Corral Morales |
| XXIII    | 2012 | Emilio Martin         | Antoine Duvivier          | Benoit Nicolas                   |
| XXIV     | 2013 | Rob Woestenborghs     | Emilio Martin             | Benoit Nicolas                   |
| XXV      | 2014 | Benoit Nicolas        | Étienne Diemunsch         | Emilio Martin                    |
| XXVI     | 2015 | Emilio Martin (2)     | Benoit Nicolas            | Mark Buckingham                  |
| XXVII    | 2016 | Richard Murray        | Emilio Martin             | Jorik Van Egdom                  |
| XXVIII   | 2017 | Benoit Nicolas (2)    | Emilio Martin             | Mark Buckingham                  |
| XXIX     | 2018 | Andreas Schilling     | Yohan Le Berre            | Mark Buckingham                  |
| XXX      | 2019 | Benjamin Choquert     | Emilio Martin             | Angelo Vandecasteele             |
| XXXI     | 2020 | non disputato         | non disputato             | non disputato                    |
| XXXII    | 2021 | Nathan Guerbeur       | Maxime Hueber-Moosbrugger | Arnaud Dely                      |
| XXXIII   | 2022 | Krilan Le Bihan       | Benjamin Choquert         | Maxime Hueber-Moosbrugger        |
| XXXIV    | 2023 | Mario Mola            | Benjamin Choquert         | Krilan Le Bihan                  |
| XXXV     | 2024 | Javier Martin Morales | Benjamin Choquert         | Thomas Laurent                   |
| XXXVI    | 2025 | Benjamin Choquert (2) | Arnaud Dely               | Antonio Serrat Seoane            |

### Donne
| Edizione | Anno | Oro                            | Argento                   | Bronzo                    |
| -------- | ---- | ------------------------------ | ------------------------- | ------------------------- |
| I        | 1990 | Thea Sybesma                   | Donna Landreville         | Sylviane Puntous          |
| II       | 1991 | Erin Baker                     | Donna Peters              | Thea Sybesma              |
| III      | 1992 | Jenny Alcorn                   | Sue Schlatter             | Thea Sybesma              |
| IV       | 1993 | Carol Montgomery               | Irma Heeren               | Maddy Tormoen             |
| V        | 1994 | Irma Heeren                    | Natascha Badmann          | Jackie Gallagher          |
| VI       | 1995 | Natascha Badmann               | Sybille Blersch           | Irma Heeren               |
| VII      | 1996 | Jackie Gallagher               | Lucy Smith                | Susanne Nedergaard        |
| VIII     | 1997 | Irma Heeren (2)                | Michelle Dillon           | Virginia Berasategui      |
| IX       | 1998 | Irma Heeren (3)                | Edwige Pitel              | Dolorita Fuchs-Gerber     |
| X        | 1999 | Jackie Gallagher (2)           | Emma Carney               | Fiona Lothian             |
| XI       | 2000 | Stephanie Forrester            | Siri Lindley              | Christiane Söder          |
| XII      | 2001 | Erika Csomor                   | Michelle Dillon           | Annie Emmerson            |
| XIII     | 2002 | Corinne Raux                   | Erika Csomor              | Edwige Pitel              |
| XIV      | 2003 | Edwige Pitel                   | Audrey Cleau              | Vicki Pincombe            |
| XV       | 2004 | Erika Csomor (2)               | Analeah Emmerson          | Laura Giordano            |
| XVI      | 2005 | Michelle Dillon                | Catriona Morrison         | Andrea Whitcombe          |
| XVII     | 2006 | Catriona Morrison              | Kirsty Smith              | Michelle Lee              |
| XVIII    | 2007 | Vanessa Fernandes              | Michelle Dillon           | Erika Csomor              |
| XIX      | 2008 | Vanessa Fernandes (2)          | Catriona Morrison         | Ana Burgos                |
| XX       | 2009 | Vendula Frintová               | Sandra Levenez            | Ana Burgos                |
| XXI      | 2010 | Catriona Morrison (2)          | Sandra Levenez            | Felicity Sheedy-Ryan      |
| XXII     | 2011 | Katie Hewison                  | Jenny Schulz              | Sandra Levenez            |
| XXIII    | 2012 | Felicity Sheedy-Ryan           | Katie Hewison             | Sandra Levenez            |
| XXIV     | 2013 | Ai Ueda                        | Sandra Levenez            | Jenny Schulz              |
| XXV      | 2014 | Sandra Levenez                 | Gillian Backhouse         | Sabrina Monmarteau        |
| XXVI     | 2015 | Emma Pallant                   | Ai Ueda                   | Sandra Levenez            |
| XXVII    | 2016 | Emma Pallant (2)               | Andrea Steyn              | Margarita Garcia Cañellas |
| XXVIII   | 2017 | Felicity Sheedy-Ryan (2)       | Margarita Garcia Cañellas | Emma Pallant              |
| XXIX     | 2018 | Sandrina Illes                 | Ai Ueda                   | Georgina Schwiening       |
| XXX      | 2019 | Sandra Levenez                 | Sandrina Illes            | Garance Blaut             |
| XXXI     | 2020 | non disputato                  | non disputato             | non disputato             |
| XXXII    | 2021 | Joselyn Daniely Brea Abreu     | Ai Ueda                   | Marion Legrand            |
| XXXIII   | 2022 | Joselyn Daniely Brea Abreu (2) | Céline Kaiser             | Ai Ueda                   |
| XXXIV    | 2023 | Emma Pallant                   | Zsanett Kuttor-Bragmayer  | Ai Ueda                   |
| XXXV     | 2024 | Marion Legrand                 | Richelle Hill             | Jeanne Dupont             |
| XXXVI    | 2025 | Giorgia Priarone               | María Varo Zubiri         | Camille Laurent           |

### Staffetta mista 2x2
A partire dall'edizione del 2021 la World Triathlon inserì nel programma mondiale la staffetta mista formata da un uomo ed una donna.
| Edizione | Anno | Oro                                          | Argento                                             | Bronzo                                   |
| -------- | ---- | -------------------------------------------- | --------------------------------------------------- | ---------------------------------------- |
| XXXIII   | 2022 | Belgio Arnaud Dely Maurine Ricour            | Italia Alberto Bartolomeo Demarchi Giorgia Priarone | Francia Krilan Le Bihan Marion Le Goff   |
| XXXIV    | 2023 | Italia Samuele Angelini Giorgia Priarone     | Francia Benjamin Choquert Marion Le Goff            | Belgio Arnaud Dely Maurine Ricour        |
| XXXV     | 2024 | Francia Thomas Laurent Marion Legrand        | Regno Unito James Hodgson Phoebe Barker             | Giappone Ryosuke Kaneda Ai Ueda          |
| XXXVI    | 2025 | Francia Emile Blondel Hermant Marion Legrand | Francia Thomas Laurent Emma Wasser                  | Italia Samuele Angelini Giorgia Priarone |

### Medagliere
| Pos. | Paese           | Oro | Argento | Bronzo |    |
| ---- | --------------- | --- | ------- | ------ | -- |
| 1    | Francia         | 13  | 18      | 15     | 46 |
| 2    | Regno Unito     | 12  | 8       | 11     | 31 |
| 3    | Australia       | 9   | 5       | 5      | 19 |
| 4    | Belgio          | 7   | 7       | 7      | 21 |
| 5    | Spagna          | 4   | 7       | 8      | 19 |
| 6    | Paesi Bassi     | 4   | 2       | 6      | 12 |
| 7    | Portogallo      | 3   | 1       | 2      | 6  |
| 8    | Nuova Zelanda   | 3   | 0       | 0      | 3  |
| 9    | Stati Uniti     | 2   | 5       | 2      | 9  |
| 10   | Ungheria        | 2   | 2       | 1      | 5  |
| 11   | Italia          | 2   | 1       | 5      | 8  |
| 12   | Svizzera        | 1   | 5       | 1      | 7  |
| 13   | Giappone        | 1   | 3       | 3      | 7  |
| 14   | Canada          | 1   | 3       | 1      | 5  |
| 15   | Germania        | 1   | 1       | 3      | 5  |
| 16   | Rep. Ceca       | 1   | 1       | 0      | 2  |
| 17   | Sudafrica       | 1   | 1       | 0      | 2  |
| 18   | Austria         | 1   | 1       | 0      | 1  |
| 19   | Danimarca       | 1   | 0       | 1      | 2  |
| 20   | Argentina       | 1   | 0       | 0      | 1  |
| 21   | World Triathlon | 1   | 0       | 0      | 1  |
| 22   | Venezuela       | 1   | 0       | 0      | 2  |
| 23   | Messico         | 0   | 1       | 1      | 2  |

## Edizioni
| Ed.    | Anno | Sede           | Nazione     |
| ------ | ---- | -------------- | ----------- |
| I      | 1990 | Cathedral City | Stati Uniti |
| II     | 1991 | Cathedral City | Stati Uniti |
| III    | 1992 | Francoforte    | Germania    |
| IV     | 1993 | Arlington      | Stati Uniti |
| V      | 1994 | Hobart         | Australia   |
| VI     | 1995 | Cancún         | Messico     |
| VII    | 1996 | Ferrara        | Italia      |
| VIII   | 1997 | Guernica       | Spagna      |
| IX     | 1998 | St. Wendel     | Germania    |
| X      | 1999 | Huntersville   | Stati Uniti |
| XI     | 2000 | Calais         | Francia     |
| XII    | 2001 | Rimini         | Italia      |
| XIII   | 2002 | Alpharetta     | Stati Uniti |
| XIV    | 2003 | Affoltern      | Svizzera    |
| XV     | 2004 | Geel           | Belgio      |
| XVI    | 2005 | Newcastle      | Australia   |
| XVII   | 2006 | Corner Brook   | Canada      |
| XVIII  | 2007 | Győr           | Ungheria    |
| XIX    | 2008 | Rimini         | Italia      |
| XX     | 2009 | Concord        | Stati Uniti |
| XXI    | 2010 | Edimburgo      | Regno Unito |
| XXII   | 2011 | Gijón          | Spagna      |
| XXIII  | 2012 | Nancy          | Francia     |
| XXIV   | 2013 | Cali           | Colombia    |
| XXV    | 2014 | Pontevedra     | Spagna      |
| XXVI   | 2015 | Adelaide       | Australia   |
| XXVII  | 2016 | Avilés         | Spagna      |
| XXVIII | 2017 | Penticton      | Canada      |
| XXIX   | 2018 | Fionia         | Danimarca   |
| XXX    | 2019 | Penticton      | Canada      |
| XXXI   | 2020 | Non disputato  |             |
| XXXII  | 2021 | Aviles         | Spagna      |
| XXXIII | 2022 | Targu Mures    | Romania     |
| XXXIV  | 2023 | Santa Eulalia  | Spagna      |
| XXXV   | 2024 | Townsville     | Australia   |
| XXXVI  | 2025 | Pontevedra     | Spagna      |